# Cynometra
Cynometra är ett släkte av ärtväxter. Cynometra ingår i familjen ärtväxter.

## Bildgalleri

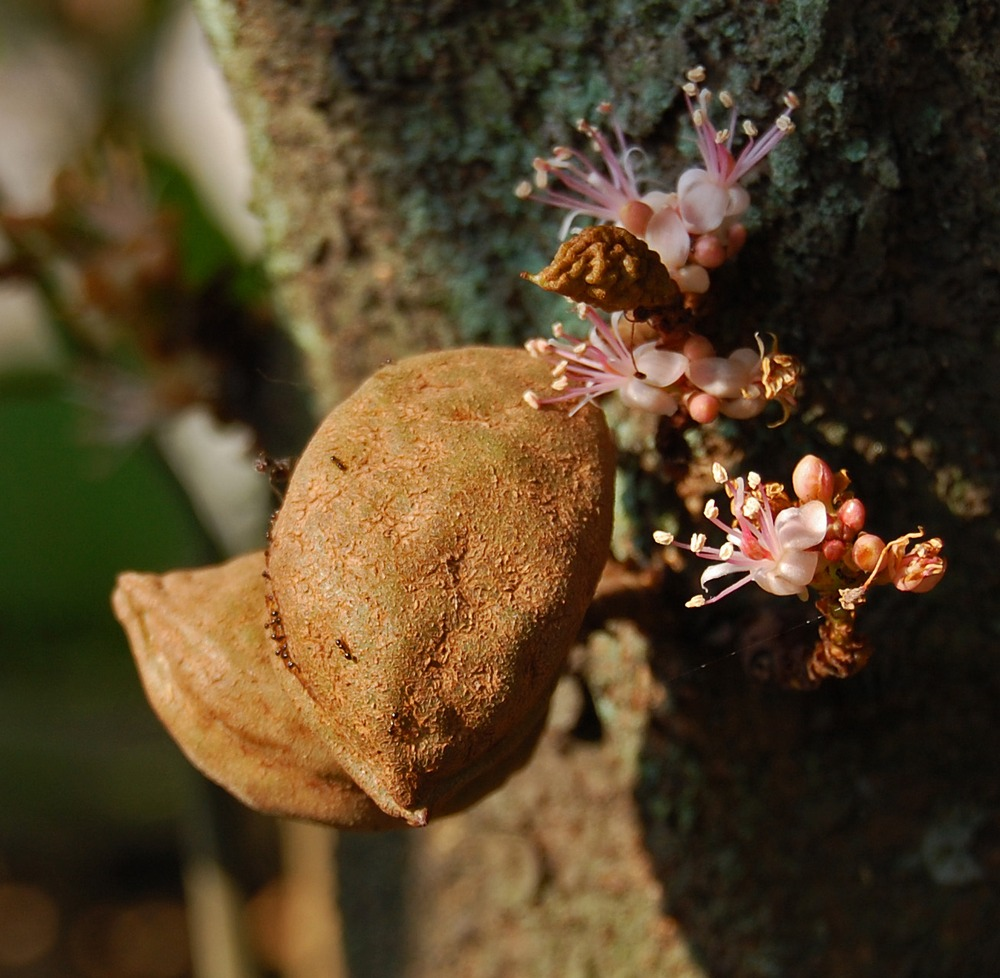
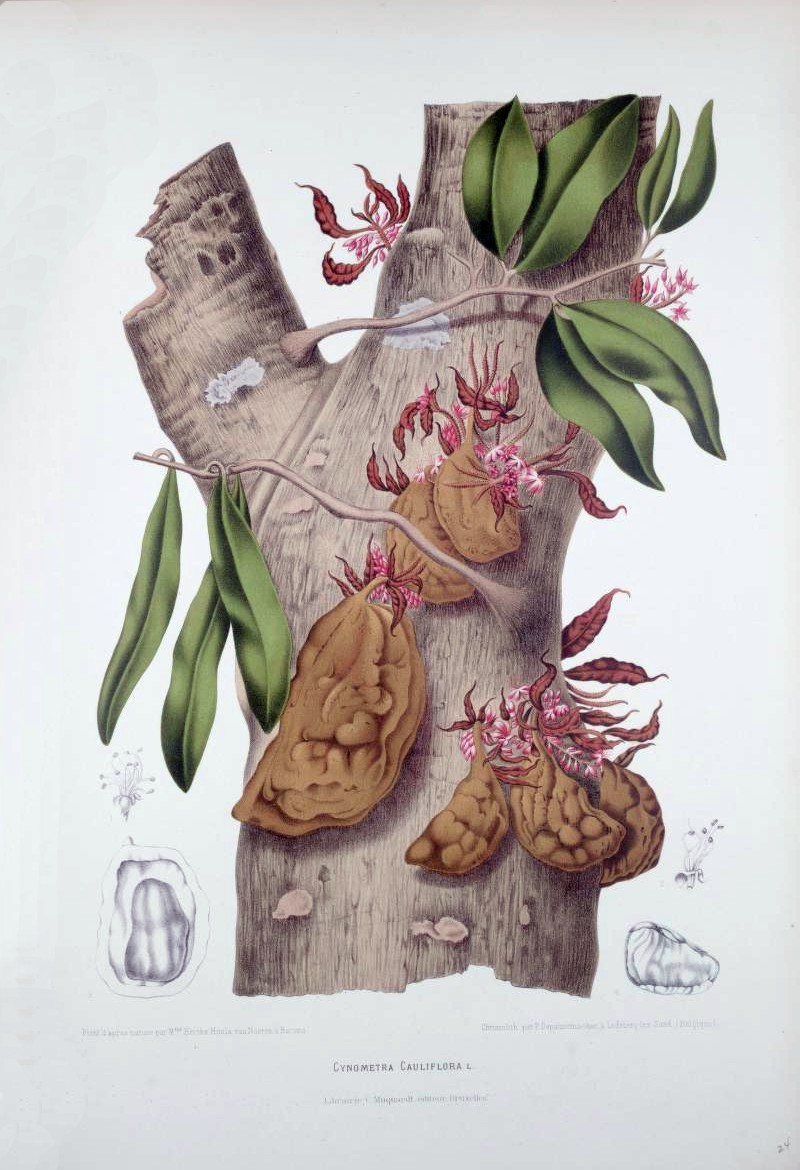
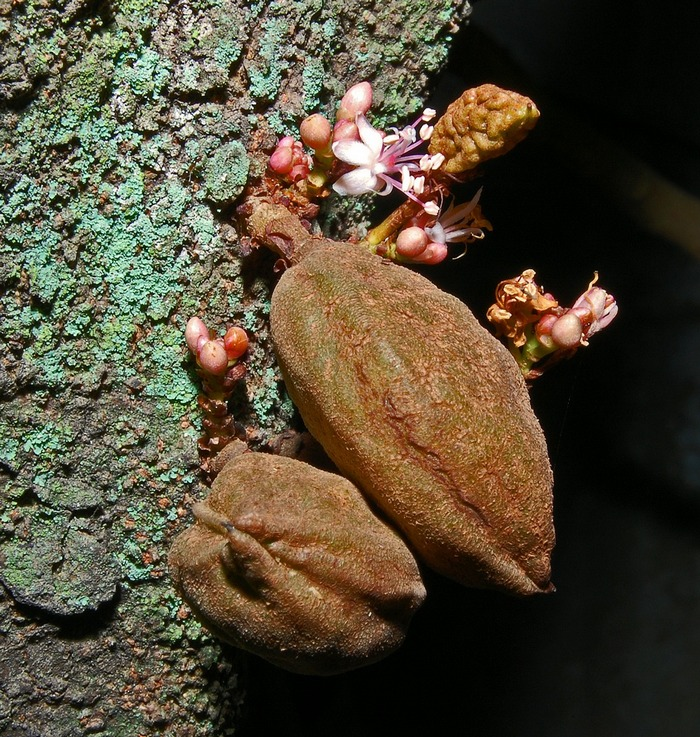
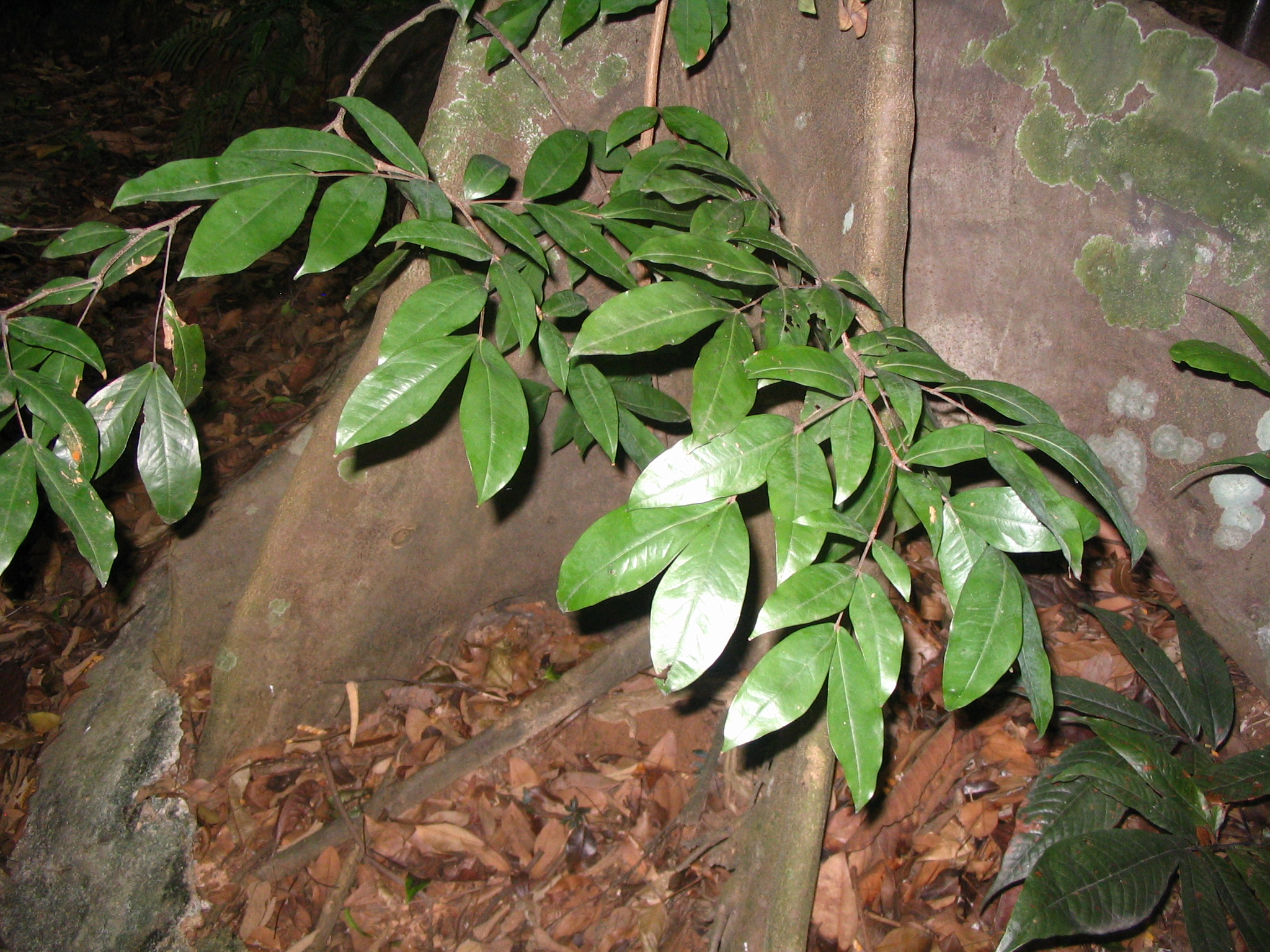
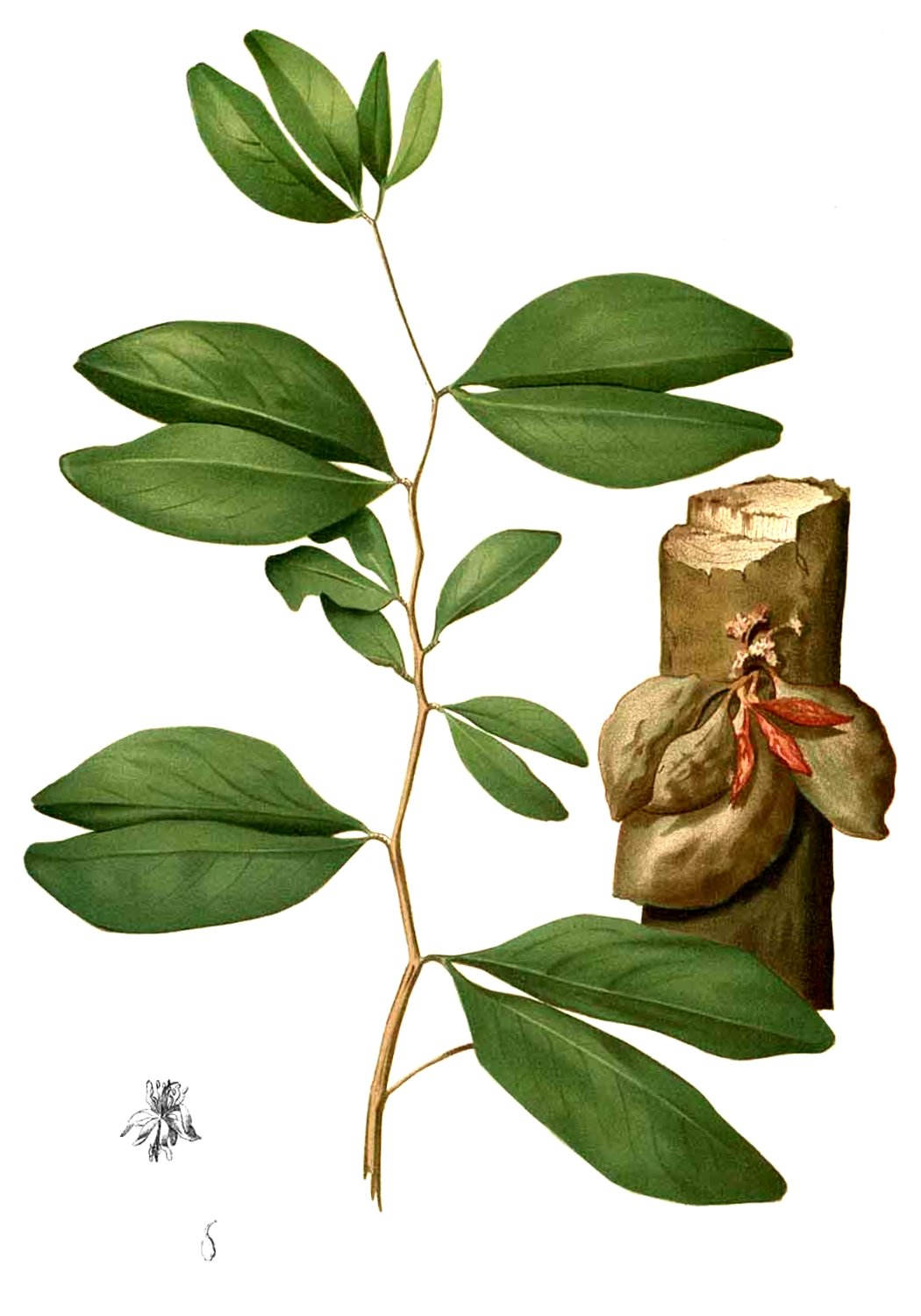
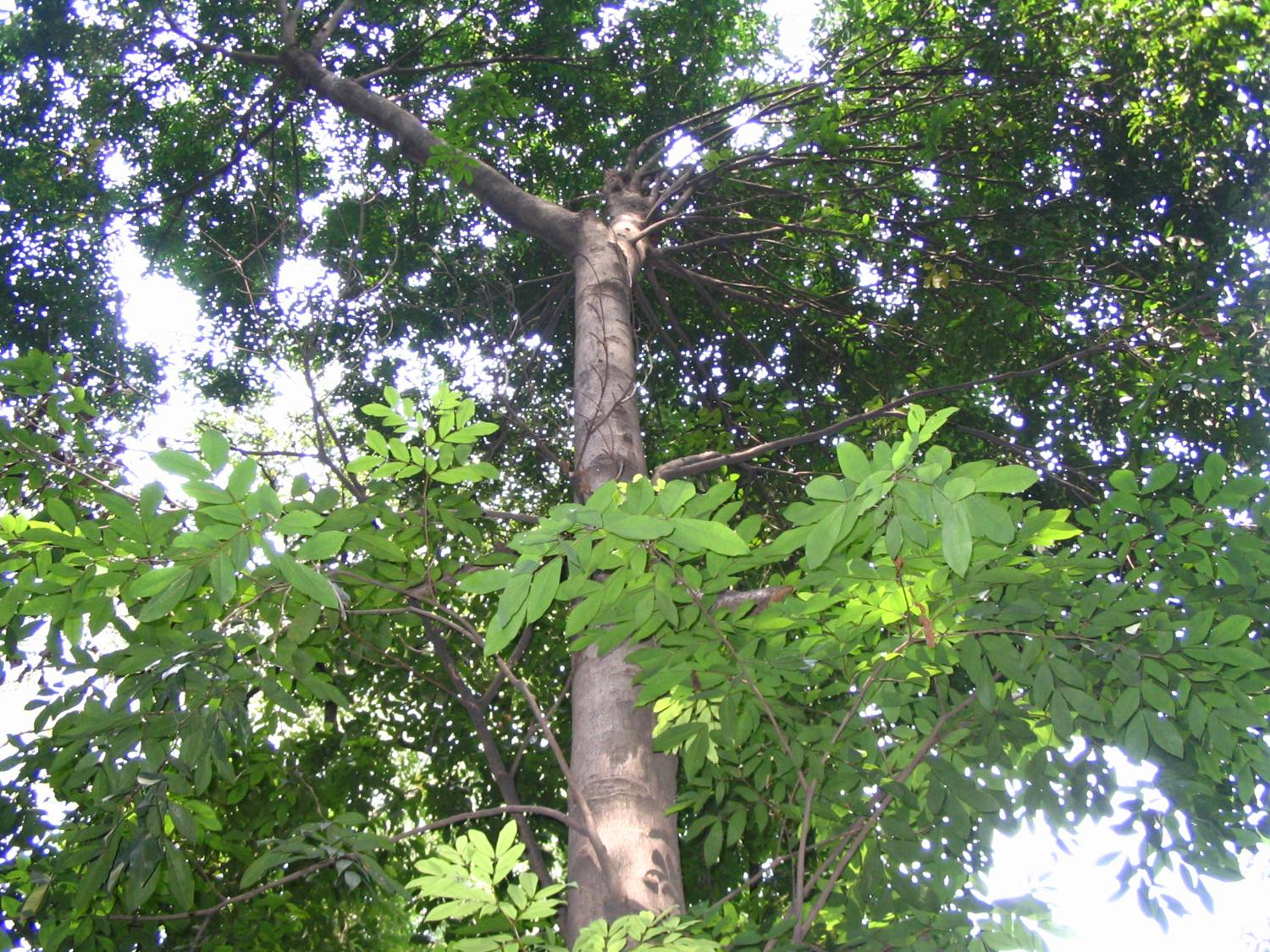

## Dottertaxa tillCynometra, i alfabetisk ordning[1]
- Cynometra abrahamii
- Cynometra alexandri
- Cynometra americana
- Cynometra ananta
- Cynometra ankaranensis
- Cynometra aurita
- Cynometra bauhiniifolia
- Cynometra beddomei
- Cynometra bourdillonii
- Cynometra brachymischa
- Cynometra brachyrrhachis
- Cynometra capuronii
- Cynometra cauliflora
- Cynometra commersoniana
- Cynometra congensis
- Cynometra copelandii
- Cynometra craibii
- Cynometra crassifolia
- Cynometra cubensis
- Cynometra cuneata
- Cynometra dauphinensis
- Cynometra dongnaiensis
- Cynometra duckei
- Cynometra elmeri
- Cynometra engleri
- Cynometra falcata
- Cynometra filifera
- Cynometra fissicuspis
- Cynometra gillmanii
- Cynometra glomerulata
- Cynometra greenwayi
- Cynometra hankei
- Cynometra hemitomophylla
- Cynometra hondurensis
- Cynometra hostmanniana
- Cynometra inaequifolia
- Cynometra insularis
- Cynometra iripa
- Cynometra katikii
- Cynometra leonensis
- Cynometra letestui
- Cynometra longicuspis
- Cynometra longifolia
- Cynometra longipedicellata
- Cynometra lujae
- Cynometra lukei
- Cynometra lyallii
- Cynometra madagascariensis
- Cynometra malaccensis
- Cynometra mannii
- Cynometra marginata
- Cynometra martiana
- Cynometra megalophylla
- Cynometra michelsonii
- Cynometra microflora
- Cynometra minutiflora
- Cynometra mirabilis
- Cynometra novo-guineensis
- Cynometra nyangensis
- Cynometra oaxacana
- Cynometra oddonii
- Cynometra palustris
- Cynometra parvifolia
- Cynometra pedicellata
- Cynometra pervilleana
- Cynometra portoricensis
- Cynometra ramiflora
- Cynometra retusa
- Cynometra sakalava
- Cynometra sanagaensis
- Cynometra schlechteri
- Cynometra schottiana
- Cynometra sessiliflora
- Cynometra simplicifolia
- Cynometra sphaerocarpa
- Cynometra spruceana
- Cynometra stenopetala
- Cynometra suaheliensis
- Cynometra travancorica
- Cynometra trinitensis
- Cynometra ulugurensis
- Cynometra warburgii
- Cynometra webberi
- Cynometra vogelii
- Cynometra zeylanica